# ジャンダルム (競走馬)
ジャンダルム（欧字名:Gendarme、2015年4月25日 - 2025年2月24日 ）は、日本の競走馬、種牡馬。アメリカ合衆国で生産された外国産馬である。
2022年のスプリンターズステークス（GI）を優勝するなど重賞3勝を挙げた。

## 経歴

### デビューまで

#### 誕生までの経緯

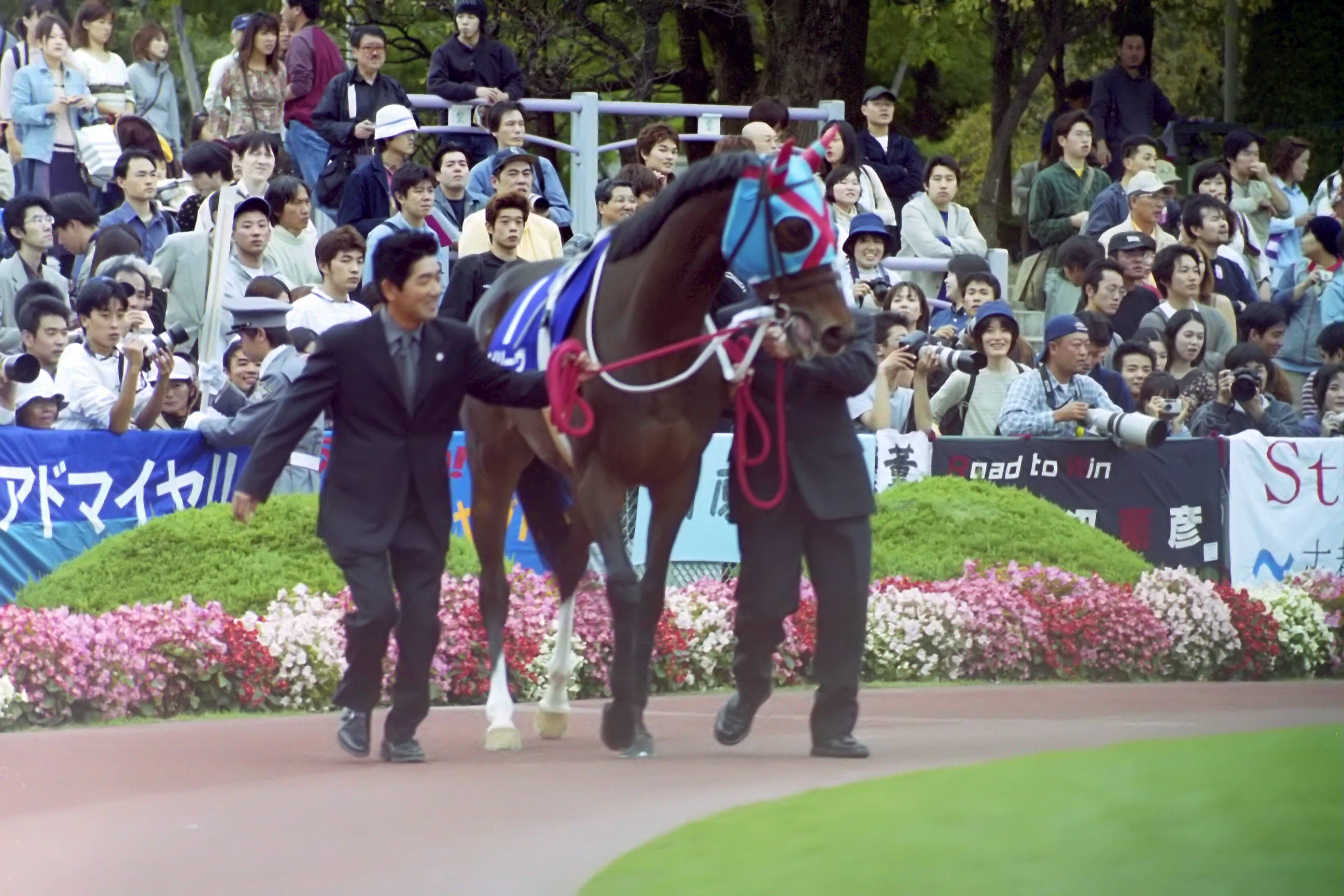
ビリーヴ

ビリーヴは、1998年に北海道鵡川町の上水牧場で生産された牝馬であり、父は、日本のトップサイアーのサンデーサイレンスだった。同年、第1回セレクトセールに上場されて、オーナーブリーダーのノースヒルズ代表の前田幸治が落札。前田が所有し、中央競馬・栗東トレーニングセンター所属の調教師松元茂樹の管理のもと、2歳となった2000年に競走馬デビューを果たした。芝1200メートルの新馬戦でデビュー戦勝利を飾ったが、その後は勝ちあぐねた。新馬戦と同じ芝のスプリント、距離を延長してマイル、芝1800メートルのフラワーカップ（GIII）、さらにはダートにも挑んだが、いずれも敵わなかった。
しかし5連敗に達した3歳、2001年5月の芝のスプリント再挑戦で2勝目を挙げ、秋に3勝目、1600万円以下、準オープンクラスに昇格。準オープンクラスでは、上位入線を続けて5戦目で勝利を挙げ、オープンクラスに到達した。直後に臨んだ2002年5月の京王杯スプリングカップ（GII）で3着好走。その後は降級を経験しつつも、夏の小倉競馬場の準オープンを連勝してオープンクラスに再到達を果たした。続いて秋、セントウルステークス（GIII）では岩田康誠に導かれてレコードで走破し、重賞初勝利を果たした。
重賞を含んだ3連勝中という立場で新潟競馬場のスプリンターズステークス（GI）にてGI初挑戦、武豊を初めて起用し1番人気で臨んでいた。スタートから好位追走し直線で抜け出しを果たした。抵抗するショウナンカンプやアドマイヤコジーンなどを退けて優勝し、GI戴冠を達成すると同時に1997年天皇賞（秋）を優勝したエアグルーヴ以来となる牝馬による牡牝混合GI優勝も成し遂げていた。年末には外国遠征を敢行、香港国際競走の香港スプリント（G1）で敗れて連勝を止めたが、翌2003年春の高松宮記念（GI）で復活優勝。ショウナンカンプやサニングデールに続く3番人気を覆してGI2勝目を挙げ、年をまたぐ形で中央競馬の秋春スプリントGI連勝を成し遂げていた。その後は、夏の函館スプリントステークス（GIII）で重賞4勝目を挙げたほか、秋には連覇を狙ったセントウルステークス、スプリンターズステークスでは、テンシノキセキ、デュランダルに敵わず、連覇は逃したが、いずれもそれらに次ぐ2着は確保していた。この連続2着を最後に競走馬を引退した。
引退後は、ノースヒルズが所有して繁殖牝馬となるが、日本のノースヒルズ系列の牧場などではなく、アメリカ合衆国で繋養された。母国日本の競馬やアメリカの競馬に産駒を送り出し、産駒は、日米それぞれで勝利を挙げていた。重賞戦線で活躍する産駒も現れ、2005年産のファリダット（父:キングマンボ）は、2009年の安田記念（GI）でウオッカ、ディープスカイという東京優駿（日本ダービー）優勝馬2頭に次ぐ3着となるなど5勝。また2012年産のフィドゥーシア（父:メダグリアドーロ）は、2017年のアイビスサマーダッシュ（GIII）でラインミーティアに次ぐ2着となるなど、後に7勝を挙げることになる。このような活躍産駒の弟妹創出を狙って2014年、北アメリカのトップサイアーであるキトゥンズジョイと交配。そして2015年4月25日、アメリカにて、ビリーヴの仔である黒鹿毛の牡馬（後のジャンダルム）が誕生する。

#### デビューまで

ノースヒルズの勝負服

この黒鹿毛の牡馬は、当然の成り行きでノースヒルズの所有となり、また母と同様に日本で競走馬となる。1歳となった2016年の秋に日本に渡り、ノースヒルズの育成牧場である鳥取県伯耆町の大山ヒルズで育成が施された。GI級競走優勝馬を両親に持つうえに、あのビリーヴの仔であることから、牧場では「良血」として扱われ、期待された。その期待に違わず、良いフットワークを持つうえに、充実した馬体、性格もおとなしく、怪我なく健康であり、牧場スタッフからの評価も高かった。ノースヒルズは、2013年にキズナで、2014年にワンアンドオンリーでクラシック最高峰の東京優駿（日本ダービー）を連覇していたが、大山ヒルズのゼネラルマネージャー齋藤慎は、この牡馬について「ポテンシャル的には2頭以上に楽しみ」と言うほどだった。ノースヒルズの名義で競走馬となり、「ジャンダルム」という競走馬名が与えられる。「ジャンダルム」は、スイス・アルプス山脈にある名峰「アイガー」にある絶壁の通称から採られた。ジャンダルムは、栗東所属の調教師池江泰寿に託され、競走馬となった。アメリカ生まれの輸入馬であるため、外国産馬に分類された。入厩当初は、腰が緩いなど体が完成しておらず、優れたフォームを存分に活用することができなかったという。

## 競走馬時代

### 2-3歳（2017-18年）

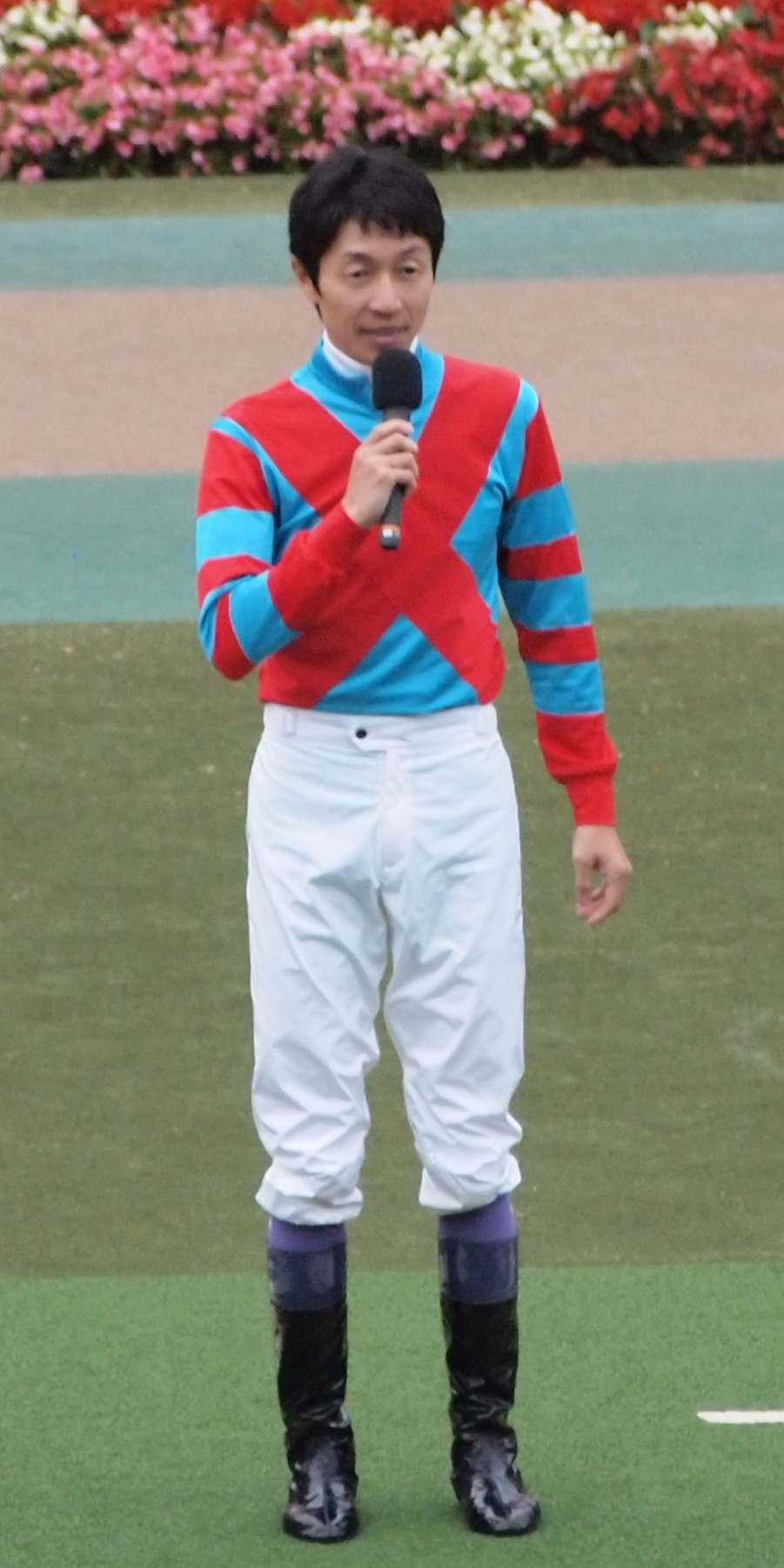
「ノースヒルズ」と武豊

2歳となった2017年9月9日、阪神競馬場の芝マイルの新馬戦でデビューとなる。騎手は、母のGI初勝利を導いたうえに兄姉にも騎乗した経験のある武豊が起用された。厩舎の調教助手兼武弘によれば、調教量に不足があり、完調とは言えない仕上がりでのデビューだった。それでも注目を集めた「ミッキーアイルの全妹」に次ぐ2番人気だった。スタートから好位を追走、最終コーナーで外に膨れてしまったが、直線で盛り返した。先行馬をすべて捉えて優勝、初出走初勝利を果たした。武はジャンダルムの素質を認めたうえに、母や兄姉とはタイプの異なるところがあると述べていた。また前田は「ダービーまでいってほしい」と期待をかけていた。
次なる舞台は、重賞だった。11月11日のデイリー杯2歳ステークス（GII）で重賞初参戦となった。引き続き武とともに挑むはずだったが、武が調教中に負傷したために騎乗不能となっていた。そこで短期免許で参戦中のイギリスの騎手アンドレア・アッゼニが代打として騎乗した。新潟2歳ステークスを優勝したフロンティアを始め、カツジやケイアイノーテックなどが揃う9頭立てとなる中、それらを下回る5番人気での参戦だった。内枠からスタートし、中団の内側を追走した。道すがら近くを走る馬が故障し、競走中止するために後退するアクシデントがあり、不利を被ることになったが、動揺することはなかった。内側にこだわりながら向いた直線では、最も内側から馬群を割って進出。そして2番手追走から抜け出し、独走するカツジに接近した。アッゼニに促されると末脚を発揮し、カツジを内側からかわして先頭奪取。1馬身4分の1差をつけて決勝線到達を果たした。無敗の2連勝で重賞初勝利を果たした。前々年のエアスピネル以来となる新馬戦からの連勝優勝だった。またアッゼニはJRA重賞初優勝、キトゥンズジョイにとっては、同年エプソムカップを優勝したダッシングブレイズ以来2頭目となる産駒のJRA重賞優勝だった。

重賞タイトルを得た後は、暮れのGIに挑んだ。2歳牡馬に設けられたJRAGIは従来、マイルの朝日杯フューチュリティステークスしか存在しなかった。しかしこの年からホープフルステークスがGIに昇格し、新たに2000メートルの2歳GIが設けられていた。選択肢が広がる中、陣営には、翌3歳の大目標クラシックの最高峰競走である芝2400メートルで行われる東京優駿（日本ダービー）に出走させる意向があった。そのため、このままマイルに邁進するのではなく、2400メートルのGIを見据えて、まず2000メートルのGIに挑むこととなった。負傷から復帰した武が鞍上に舞い戻り、12月28日のホープフルステークス（GI）に参戦、タイムフライヤーやルーカス、フラットレーに続く4番人気という支持だった。
ハイペースとなる中、中団後方を追走し、第3コーナー過ぎより外側から進出。先行追走から抜け出すサンリヴァルに離れた外側から接近して、直線で並びかけて先頭奪取を果たした。しかしそれと同時に、大外からタイムフライヤーが末脚を発揮しており、たちまちジャンダルムの先頭は脅かされ、やがて2頭による先頭争いが繰り広げられた。ジャンダルムは抵抗し、タイムフライヤーにたやすくは先頭を渡さなかった。しかし終いになって鈍り、伸び続けたタイムフライヤーに置き去りにされた。1馬身4分の1差をつけられて初敗北となった。それでも後続、遅れて追い上げてきたステイフーリッシュには、クビ差だけ先着して2着となり、連対は守った。武は、長年の活躍によりほとんどのJRAGIを優勝し、全JRAGI優勝まであと一つというところまでになっていた。しかしこの年、大阪杯、ホープフルステークスが昇格したことにより、達成までの残数が増加、リーチが解消されていた。それでもこの年、武はキタサンブラックで大阪杯を優勝し、初年度で増加した片方をたやすく解消。達成まで残り二つとなり、臨んだホープフルステークスを勝てば初年度でのリーチ復帰となるところだったが、ジャンダルムは応えられなかった。
年をまたいで2018年、3歳となりクラシックを目指した。まず第一弾・皐月賞のトライアル競走である弥生賞（GII）から始動した。選ばなかった朝日杯フューチュリティーステークス優勝馬のダノンプレミアム、東京スポーツ杯2歳ステークス優勝馬のワグネリアンと対決し、これらを下回る4番人気で参戦した。スタートから4番手を追走して直線に向いたが抜け出せなかった。前出の2頭には敵わず、サンリヴァルにハナ差先着するだけの3着となり、連敗となった。武は「普通なら（世代で）トップレベルだけど、相手が悪かった」と振り返っていた。続いてクラシック第一弾の皐月賞（GI）に4番人気で出走したが、跳ねながらの不格好なスタートとなり、先行できなかった。そして稍重馬場にも苦しんで上位進出できないままに9着、初めての下位敗退となった。続いて第二弾、最高峰の東京優駿（日本ダービー）にも挑んだ。参戦にあたりオーナーサイドは、東京優駿で上位となるならば外国遠征のプランも考えていた。具体的にはフランスで行われる凱旋門賞の事前登録を済ましたり、アメリカのブリーダーズカップデー挑戦も検討していた。このため結果が求められる一戦となっていた。しかしジャンダルムは、それらの期待に応えられなかった。中団後方を追走したが、末脚見られず17着敗退。2400メートルは克服できず、武は適正距離がマイルであると見解を示していた。
大敗となったが、外国遠征は検討され続けた。当初は、主にヨーロッパ遠征を考えていたが、やがて適性を鑑みてアメリカ、具体的にはブリーダーズカップ・マイル挑戦が表明された。ところがレーティング不足が判明し、ブリーダーズカップ・マイル参戦が絶望的となったために外国遠征を断念、計画は改められて国内専念となった。秋は、富士ステークス（GIII）、マイルチャンピオンシップ（GI）に参戦したが、いずれも下位敗退だった。

### 4歳（2019年）
東京新聞杯から始動し、14着。5か月半の休み明けとなった中京記念から藤井勘一郎に乗り替わるも6着に敗れる。次走京成杯オータムハンデキャップで久々の馬券内である3着を確保する。しかし、富士ステークスは18着と最下位に敗れる。

### 5歳（2020年）
3か月ぶり、5歳初戦となったニューイヤーステークスは好位から競馬をし早め先頭に立つとそのまま押し切り、2年4か月ぶりの勝利を収めた。次走、東風ステークスは1番人気に推されるも10着と大敗。続くダービー卿チャレンジトロフィーも10着に敗れる。4か月の休養明けとなった関屋記念は11着、京成杯オータムハンデキャップは4着と復調の気配を見せる。次走、信越ステークスで初めて1400ｍ戦を使われ鞍上が荻野極に乗り替わる。レースは好位につけると逃げるカリオストロを1馬身1/4差交わし4勝目を飾った。続く阪神カップは7着に終わった。

### 6歳（2021年）
6歳初戦、GI馬3頭と好メンバーが揃った阪急杯は2番手で競馬をし、最後はレシステンシアに離されるも3着に入る。続く春雷ステークスは初の1200ｍ戦でトップハンデながら1番人気に支持され、好位から直線で抜け出すと後続に2馬身半差をつけ快勝、通算5勝目を手にした。4か月ぶりとなった北九州記念は1番人気に推されたがスタートで後手を踏み後方から直線勝負にかけたが、7着に敗れた。続くセントウルステークスもややスタートで遅れ後方から追い込むも4着までに終わった。

### 7歳（2022年）
7歳初戦のシルクロードステークス(GIII)では、13着に敗れる。
3月5日のオーシャンステークス(GIII)に出走。好位でレースを進めゴール前で抜け出し、後方から追い込んだナランフレグに3/4馬身差をつけ優勝。4年4ヶ月ぶりとなる重賞制覇を果たした。鞍上の荻野極騎手は60回目のJRA重賞騎乗で重賞初勝利。
次走として高松宮記念(GI)に出走した。レースでは好位をすすみ直線では2番手につけいい手応えを見せたものの、後続勢に次々飲み込まれ11着となった。優勝したのは前走で2着に退けたナランフレグであり、雪辱を果たされる結果となった。
次走は5ヶ月後、小倉競馬場のGIII北九州記念となった。外から好スタートを決めると外目から先行するも、4コーナーでは大外を回る展開となり伸びず、伏兵ボンボヤージの優勝の遥か後方で、17着での入線となった。
続いて10月2日のスプリンターズSへ出走。内枠からスタートを決め先行し、4コーナーを回ってから逃げ粘るテイエムスパーダを交わし先頭に立つとそのまま差を広げにかかり、猛追するウインマーベルをクビ差退け優勝。鞍上の荻野極はGI初制覇。母ビリーヴも20年前に同レースを勝っており、母子制覇となった。
その後香港へ遠征し香港スプリントに出走したが12着と大敗し、12月15日にこのレースを最後に引退することを発表、12月19日付で競走馬登録を抹消された。

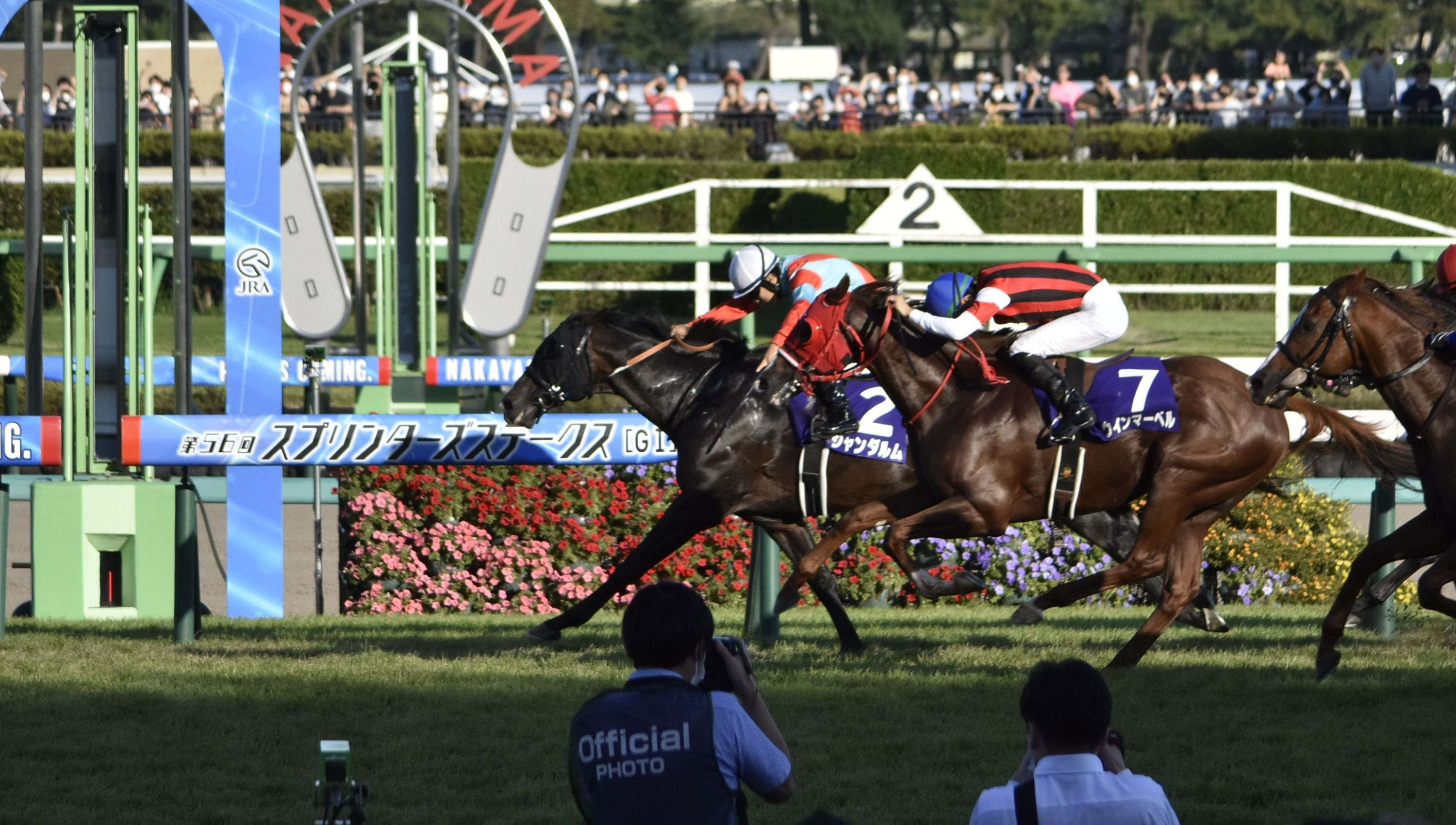
スプリンターズS

## 種牡馬時代
2023年より北海道新ひだか町のアロースタッドで種牡馬として繋養された。初年度種付料の設定は100万円となった。初産駒のデビュー予定は2026年予定となっている。
しかし、供用3シーズン目を目前とした2025年2月24日、左トモ脚の大腿骨骨折を発症し予後不良と診断され、安楽死措置が取られた。

## 競走成績
以下の内容は、netkeiba.comおよび香港ジョッキークラブの情報に基づく。
| 競走日     | 競馬場 | 競走名          | 格   | 距離（馬場）  | 頭 数 | 枠 番 | 馬 番 | オッズ （人気） | 着順 | タイム （上がり3F） | 着差  | 騎手        | 斤量 [kg] | 1着馬（2着馬）       | 馬体重 [kg] |
| ---------- | ------ | --------------- | ---- | ------------- | ----- | ----- | ----- | --------------- | ---- | ------------------- | ----- | ----------- | --------- | -------------------- | ----------- |
| 2017.09.09 | 阪神   | 2歳新馬         |      | 芝1600m（良） | 11    | 6     | 6     | 004.20（2人）   | 01着 | R1:37.3（33.7）     | -0.2  | 0武豊       | 54        | （ロードラナキア）   | 480         |
| 0000.11.11 | 京都   | デイリー杯2歳S  | GII  | 芝1600m（良） | 9     | 3     | 3     | 007.30（5人）   | 01着 | R1:36.3（33.5）     | -0.2  | 0A.アッゼニ | 55        | （カツジ）           | 484         |
| 0000.12.28 | 中山   | ホープフルS     | GI   | 芝2000m（良） | 17    | 8     | 15    | 006.20（4人）   | 02着 | R2:01.6（36.2）     | -0.2  | 0武豊       | 55        | タイムフライヤー     | 494         |
| 2018.03.04 | 中山   | 弥生賞          | GII  | 芝2000m（良） | 10    | 3     | 3     | 008.00（4人）   | 03着 | R2:01.3（34.1）     | -0.3  | 0武豊       | 56        | ダノンプレミアム     | 484         |
| 0000.04.15 | 中山   | 皐月賞          | GI   | 芝2000m（稍） | 16    | 2     | 3     | 009.60（4人）   | 09着 | R2:01.8（35.4）     | -1.0  | 0武豊       | 57        | エポカドーロ         | 492         |
| 0000.05.27 | 東京   | 東京優駿        | GI   | 芝2400m（良） | 18    | 6     | 11    | 071.2（11人）   | 17着 | R2:25.4（35.3）     | -1.8  | 0武豊       | 57        | ワグネリアン         | 488         |
| 0000.10.20 | 東京   | 富士S           | GIII | 芝1600m（良） | 18    | 8     | 18    | 007.30（6人）   | 07着 | R1:32.4（33.8）     | -0.7  | 0武豊       | 54        | ロジクライ           | 500         |
| 0000.11.18 | 京都   | マイルCS        | GI   | 芝1600m（良） | 18    | 6     | 11    | 048.4（11人）   | 16着 | R1:34.0（33.5）     | -0.6  | 0武豊       | 56        | ステルヴィオ         | 504         |
| 2019.02.03 | 東京   | 東京新聞杯      | GIII | 芝1600m（良） | 15    | 6     | 11    | 033.30（8人）   | 14着 | R1:33.2（33.7）     | -1.3  | 0武豊       | 56        | インディチャンプ     | 510         |
| 0000.07.21 | 中京   | 中京記念        | GIII | 芝1600m（稍） | 16    | 2     | 4     | 049.1（11人）   | 06着 | R1:34.1（35.2）     | -0.5  | 0藤井勘一郎 | 55        | グルーヴィット       | 506         |
| 0000.09.08 | 中山   | 京成杯AH        | GIII | 芝1600m（良） | 16    | 1     | 2     | 028.2（11人）   | 03着 | R1:30.9（34.2）     | -0.6  | 0藤井勘一郎 | 55        | トロワゼトワル       | 500         |
| 0000.10.19 | 東京   | 富士S           | GIII | 芝1600m（稍） | 18    | 7     | 13    | 037.30（9人）   | 18着 | R1:34.4（35.2）     | -1.5  | 0藤井勘一郎 | 56        | ノームコア           | 508         |
| 2020.01.18 | 中山   | ニューイヤーS   | L    | 芝1600m（稍） | 16    | 3     | 5     | 005.40（3人）   | 01着 | R1:35.8（36.2）     | -0.1  | 0藤井勘一郎 | 57        | （シャイニービーム） | 506         |
| 0000.03.15 | 中山   | 東風S           | L    | 芝1600m（稍） | 16    | 6     | 12    | 003.20（1人）   | 10着 | R1:35.1（37.2）     | -1.0  | 0藤井勘一郎 | 58        | ストーミーシー       | 510         |
| 0000.04.04 | 中山   | ダービー卿CT    | GIII | 芝1600m（良） | 16    | 2     | 3     | 008.10（2人）   | 10着 | R1:33.6（36.2）     | -0.8  | 0藤井勘一郎 | 56        | クルーガー           | 508         |
| 0000.08.16 | 新潟   | 関屋記念        | GIII | 芝1600m（良） | 18    | 4     | 7     | 066.4（14人）   | 11着 | R1:34.2（35.1）     | -1.1  | 0藤井勘一郎 | 57        | サトノアーサー       | 498         |
| 0000.09.13 | 中山   | 京成杯AH        | GIII | 芝1600m（良） | 16    | 4     | 7     | 033.3（11人）   | 04着 | R1:34.1（35.3）     | -0.2  | 0藤井勘一郎 | 56        | トロワゼトワル       | 502         |
| 0000.10.18 | 新潟   | 信越S           | L    | 芝1400m（良） | 16    | 6     | 11    | 014.70（6人）   | 01着 | R1:20.9（34.3）     | -0.2  | 0荻野極     | 56        | （カリオストロ）     | 500         |
| 0000.12.26 | 阪神   | 阪神C           | GII  | 芝1400m（良） | 16    | 6     | 11    | 044.20（8人）   | 07着 | R1:20.2（34.5）     | -0.5  | 0荻野極     | 57        | ダノンファンタジー   | 510         |
| 2021.02.28 | 阪神   | 阪急杯          | GIII | 芝1400m（良） | 17    | 7     | 13    | 025.40（4人）   | 03着 | R1:19.6（34.1）     | -0.4  | 0荻野極     | 56        | レシステンシア       | 510         |
| 0000.04.11 | 中山   | 春雷S           | L    | 芝1200m（良） | 16    | 6     | 11    | 003.20（1人）   | 01着 | R1:07.3（33.8）     | -0.4  | 0荻野極     | 57        | （マリアズハート）   | 502         |
| 0000.08.22 | 小倉   | 北九州記念      | GIII | 芝1200m（稍） | 18    | 4     | 7     | 004.30（1人）   | 07着 | R1:08.6（34.1）     | -0.4  | 0福永祐一   | 57.5      | ヨカヨカ             | 510         |
| 0000.09.12 | 中京   | セントウルS     | GII  | 芝1200m（良） | 17    | 5     | 10    | 015.10（6人）   | 04着 | R1:07.4（32.6）     | -0.2  | 0浜中俊     | 56        | レシステンシア       | 508         |
| 0000.10.03 | 中山   | スプリンターズS | GI   | 芝1200m（良） | 16    | 6     | 11    | 011.10（4人）   | 11着 | R1:08.1（33.8）     | -1.0  | 0浜中俊     | 57        | ピクシーナイト       | 506         |
| 2022.01.30 | 中京   | シルクロードS   | GIII | 芝1200m（良） | 18    | 8     | 17    | 008.90（5人）   | 13着 | R1:09.1（35.3）     | -1.0  | 0荻野極     | 57.5      | メイケイエール       | 514         |
| 0000.03.05 | 中山   | オーシャンS     | GIII | 芝1200m（良） | 15    | 4     | 7     | 005.40（2人）   | 01着 | R1:07.9（34.2）     | -0.1  | 0荻野極     | 56        | （ナランフレグ）     | 510         |
| 0000.03.27 | 中京   | 高松宮記念      | GI   | 芝1200m（重） | 18    | 4     | 8     | 065.0（13人）   | 11着 | R1:08.7（35.3）     | -0.4  | 0荻野極     | 57        | ナランフレグ         | 514         |
| 0000.08.21 | 小倉   | 北九州記念      | GIII | 芝1200m（良） | 18    | 8     | 17    | 038.90（9人）   | 17着 | R1:08.9（35.6）     | -2.0  | 0荻野極     | 58        | ボンボヤージ         | 510         |
| 0000.10.02 | 中山   | スプリンターズS | GI   | 芝1200m（良） | 16    | 1     | 2     | 020.30（8人）   | 01着 | R1:07.8（34.6）     | -0.0  | 0荻野極     | 57        | （ウインマーベル）   | 508         |
| 0000.12.11 | 沙田   | 香港スプリント  | G1   | 芝1200m（）   | 14    | 8     | 3     | 028.00（7人）   | 12着 | R1:09.57（33.58）   | -0.81 | 0D.レーン   | [ 注 3 ]  | Wellington           | [ 注 4 ]    |

- 海外の競走の「枠番」は、ゲート番を記載。
- 香港のオッズ・人気は香港ジョッキークラブのもの

## 血統表
| ジャンダルムの血統        | ジャンダルムの血統                                                            | ジャンダルムの血統                                                            | （血統表の出典）                                                              | （血統表の出典） |
| 父系                      | サドラーズウェルズ系                                                          | サドラーズウェルズ系                                                          | サドラーズウェルズ系                                                          | [ § 2 ]          |
| 父 Kitten's Joy 2001 栗毛 | 父の父El Prado 1989 芦毛                                                      | Sadler's Wells                                                                | Northern Dancer                                                               | Northern Dancer  |
| 父 Kitten's Joy 2001 栗毛 | 父の父El Prado 1989 芦毛                                                      | Sadler's Wells                                                                | Fairy Bridge                                                                  |                  |
| 父 Kitten's Joy 2001 栗毛 | 父の父El Prado 1989 芦毛                                                      | Lady Capulet                                                                  | Sir Ivor                                                                      | Sir Ivor         |
| 父 Kitten's Joy 2001 栗毛 | 父の父El Prado 1989 芦毛                                                      | Lady Capulet                                                                  | Cap and Bells                                                                 |                  |
| 父 Kitten's Joy 2001 栗毛 | 父の母Kitten's First 1991 鹿毛                                                | Lear Fan                                                                      | Roberto                                                                       | Roberto          |
| 父 Kitten's Joy 2001 栗毛 | 父の母Kitten's First 1991 鹿毛                                                | Lear Fan                                                                      | Wac                                                                           |                  |
| 父 Kitten's Joy 2001 栗毛 | 父の母Kitten's First 1991 鹿毛                                                | That's My Hon                                                                 | L'Enjoleur                                                                    | L'Enjoleur       |
| 父 Kitten's Joy 2001 栗毛 | 父の母Kitten's First 1991 鹿毛                                                | That's My Hon                                                                 | One Lane                                                                      |                  |
| 母 ビリーヴ 1998 鹿毛     | 母の父*サンデーサイレンス Sunday Silence 1986 青鹿毛                          | Halo                                                                          | Hail to Reason                                                                | Hail to Reason   |
| 母 ビリーヴ 1998 鹿毛     | 母の父*サンデーサイレンス Sunday Silence 1986 青鹿毛                          | Halo                                                                          | Cosmah                                                                        |                  |
| 母 ビリーヴ 1998 鹿毛     | 母の父*サンデーサイレンス Sunday Silence 1986 青鹿毛                          | Wishing Well                                                                  | Understanding                                                                 | Understanding    |
| 母 ビリーヴ 1998 鹿毛     | 母の父*サンデーサイレンス Sunday Silence 1986 青鹿毛                          | Wishing Well                                                                  | Mountain Flower                                                               |                  |
| 母 ビリーヴ 1998 鹿毛     | 母の母*グレートクリスティーヌ Great Christine 1987 鹿毛                       | Danzig                                                                        | Northern Dancer                                                               | Northern Dancer  |
| 母 ビリーヴ 1998 鹿毛     | 母の母*グレートクリスティーヌ Great Christine 1987 鹿毛                       | Danzig                                                                        | Pas de Nom                                                                    |                  |
| 母 ビリーヴ 1998 鹿毛     | 母の母*グレートクリスティーヌ Great Christine 1987 鹿毛                       | Great Lady M.                                                                 | Icecapade                                                                     | Icecapade        |
| 母 ビリーヴ 1998 鹿毛     | 母の母*グレートクリスティーヌ Great Christine 1987 鹿毛                       | Great Lady M.                                                                 | Sovereign Lady                                                                |                  |
| 母系(F-No.)               | (FN:22-d)                                                                     | (FN:22-d)                                                                     | (FN:22-d)                                                                     | [ § 3 ]          |
| 5代内の近親交配           | Northern Dancer 4×4＝12.50%、Nearctic 5×5･5＝9.38%、Hail to Reason 5×4＝9.38% | Northern Dancer 4×4＝12.50%、Nearctic 5×5･5＝9.38%、Hail to Reason 5×4＝9.38% | Northern Dancer 4×4＝12.50%、Nearctic 5×5･5＝9.38%、Hail to Reason 5×4＝9.38% | [ § 4 ]          |
| 出典                      | 1. 2. 3. 4.                                                                   | 1. 2. 3. 4.                                                                   | 1. 2. 3. 4.                                                                   | 1. 2. 3. 4.      |